# ArcaOS
ArcaOSは、IBMのOS/2最終バージョンから派生した、Arca Noaeが開発販売するx86システム用の32ビットのオペレーティングシステム。

## 概要
ArcaOSは、OS/2最終バージョンである IBM OS/2 Warp 4.52 をベースとする。開発は、UEFIやGPTサポートなどを含む、より現代的なコンピューティングプラットフォームに対しての幅広い互換性の追加を目標とする。
ArcaOS 5.0.3はACPI 6.2A に対応する。
ArcaOS 5.1.0はGPTとUEFIでの起動に対応する。

## 歴史
ArcaOSは2015年10月、OS/2およびeComStationのユーザーグループのイベントであるWarpstock 2015にて、Arca Noaeの幹部Lewis Rosenthalによって、コードネーム "Blue Lion" （青いライオン）として正式発表された。
発表時点でアナウンスされた予定機能には以下が含まれた。
- 新しいSMPカーネル
- 新しいブート前メニュー
- USBメモリスティックやネットワーク経由のインストールをサポートする、新しいOSインストーラー
- Arca Noaeにより開発されたの新しいデバイスドライバー[8]
- 最新のワークプレース・シェルの拡張
- 更新されたCUPSサブシステム
- 更新されたPostScriptプリンタードライブパック
- 英語、フランス語、スペイン語、イタリア語、ドイツ語などのサポート[9]

2017年5月、最初のバージョンである ArcaOS 5.0 がリリースされた。
2023年8月末現在のバージョンは、5.1.0。